# 2. Floorball-Bundesliga 2012/13
Die 2. Floorball-Bundesliga 2012/13 ist die neunte Spielzeit der zweithöchsten deutschen Spielklasse im Floorball der Männer.

## Teilnehmende Mannschaften

### Teilnehmer Staffel Süd-Ost
- SC DHfK Leipzig
- USV Halle Saalebiber
- UHC Sparkasse Weißenfels II
- Black Lions Landsberg
- ESV Ingolstadt
- Floorball Tigers Magdeburg
- VfL Red Hocks Kaufering (N)
- United Lakers Konstanz (N)

### Teilnehmer Staffel Nord-West
- SSF Dragons Bonn
- ASV Köln
- SG Mittelnkirchen/Stade
- TSV Neuwittenbek
- SV Floorball Butzbach 04
- Westfälischer Floorball Club aus Münster
- SSC Hochdahl
- Dümptener Füchse (N)

## Tabellen

### Staffel Süd-Ost
| Pl. | Verein                      | Sp. | S  | U | N  | SDS | SDN | Tore    | Diff. | Pkt. |
| --- | --------------------------- | --- | -- | - | -- | --- | --- | ------- | ----- | ---- |
| 1.  | VfL Red Hocks Kaufering (N) | 14  | 13 | 0 | 0  | 1   | 0   | 141:340 | +107  | 41   |
| 2.  | USV Halle Saalebiber        | 14  | 9  | 0 | 3  | 1   | 1   | 88:57   | 0+31  | 30   |
| 3.  | Floorball Tigers Magdeburg  | 14  | 8  | 0 | 5  | 0   | 1   | 75:98   | 0+6   | 25   |
| 4.  | SC DHfK Leipzig             | 14  | 7  | 0 | 6  | 1   | 0   | 83:80   | 0+3   | 23   |
| 5.  | Black Lions Landsberg       | 14  | 5  | 0 | 8  | 1   | 0   | 72:92   | 0−20  | 17   |
| 6.  | ESV Ingolstadt              | 14  | 5  | 0 | 9  | 0   | 0   | 56:88   | 0−32  | 12   |
| 7.  | United Lakers Konstanz (N)  | 14  | 3  | 0 | 10 | 0   | 1   | 055:110 | 0−55  | 10   |
| 8.  | UHC Sparkasse Weißenfels II | 14  | 2  | 0 | 11 | 1   | 1   | 49:89   | 0−40  | 7    |

| Legende                             |
| ----------------------------------- |
| Teilnahme an den Play-offs          |
| Teilnahme an der Abstiegsrelegation |
| Abstieg in die Regionalliga         |
| (A) Absteiger                       |
| (N) Aufsteiger                      |

### Staffel Nord-West
| Pl. | Verein                       | Sp. | S  | U | N  | SDS | SDN | Tore    | Diff. | Pkt. |
| --- | ---------------------------- | --- | -- | - | -- | --- | --- | ------- | ----- | ---- |
| 1.  | SSF Dragons Bonn             | 14  | 11 | 0 | 1  | 1   | 1   | 133:560 | +77   | 36   |
| 2.  | Dümptener Füchse (N) 1       | 14  | 8  | 1 | 2  | 2   | 1   | 85:73   | 0+8   | 30   |
| 3.  | SV Floorball Butzbach 04     | 14  | 7  | 0 | 4  | 2   | 1   | 91:68   | +23   | 26   |
| 4.  | TSV Neuwittenbek             | 14  | 6  | 0 | 5  | 1   | 2   | 80:88   | 0−8   | 22   |
| 5.  | Westfälischer Floorball Club | 14  | 5  | 0 | 8  | 0   | 1   | 79:93   | −14   | 16   |
| 6.  | SG Mittelnkirchen/Stade      | 14  | 4  | 0 | 8  | 1   | 1   | 76:81   | 0−5   | 15   |
| 7.  | ASV Köln                     | 14  | 4  | 1 | 8  | 1   | 0   | 78:90   | −12   | 15   |
| 8.  | SSC Hochdahl                 | 14  | 2  | 0 | 11 | 0   | 1   | 054:127 | −73   | 7    |

| Legende                             |
| ----------------------------------- |
| Teilnahme an den Play-offs          |
| Teilnahme an der Abstiegsrelegation |
| Abstieg in die Regionalliga         |
| (A) Absteiger                       |
| (N) Aufsteiger                      |

## Play-offs

### Halbfinale
|                          | Gesamt |                         | Spiel 1 | Spiel 2 | (Spiel 3) |
| ------------------------ | ------ | ----------------------- | ------- | ------- | --------- |
| USV Halle Saalebiber     | 1:2    | SSF Dragons Bonn        | 3:5     | 6:5     | 4:7       |
| SV Floorball Butzbach 04 | 0:2    | VfL Red Hocks Kaufering | 6:8     | 2:9     |           |

### Finale
|                         | Gesamt |                  | Spiel 1 | Spiel 2 | (Spiel 3) |
| ----------------------- | ------ | ---------------- | ------- | ------- | --------- |
| VfL Red Hocks Kaufering | 2:0    | SSF Dragons Bonn | 6:2     | 7:4     |           |

## Aufstiegsrelegation
|                         | Gesamt |                         | Spiel 1 | Spiel 2 | (Spiel 3) |
| ----------------------- | ------ | ----------------------- | ------- | ------- | --------- |
| TV Eiche Horn Bremen    | 1:2    | VfL Red Hocks Kaufering | 5:7     | 7:4     | 2:5       |
| Floor Fighters Chemnitz | 2:0    | SSF Dragons Bonn        | 10:3    | 7:5     |           |

Somit ist der VfL Red Hocks Kaufering in die 1. Bundesliga aufgestiegen und die Floor Fighters Chemnitz hielten die Klasse.

## Abstiegsrelegation

### Süd/Ost
Modus nicht bekannt. Die United Lakers Konstanz hielten die Klasse.

### Nord/West
Modus nicht bekannt. Der ASV Köln stieg ab und Blau-Weiß 96 Schenefeld und die Frankfurt Falcons stiegen auf.